# No homo
No homo ist eine aus dem Englischen stammende Phrase, die heute unter anderem in der Jugendsprache Anwendung findet. Die Parenthese signalisiert dem Gesprächspartner, dass keine homosexuellen Absichten vom Sprecher ausgehen, und wird meist verwendet, wenn eine vorherige Äußerung diesen Eindruck erweckte bzw. erwecken könnte.

## Ursprung
Die Phrase stammte ursprünglich aus dem East-Harlem-Slang in den frühen 1990er-Jahren und fand später auch unter anderem durch den Rapper Cam’ron und die Diplomats in der Hip-Hop-Szene Verwendung. Durch Lil Wayne und dessen Musikalbum Tha Carter III sowie einige Mixtapes fand der Ausdruck zusätzlich den Weg ins Mainstream. US-Rapper Jay-Z wiederum verwendete den Begriff pause mit einer ähnlichen Bedeutung. „No homo“ entstand gleichzeitig mit dem Phänomen der Down-Low-Brothers (heterosexuell verheiratete Männer, die außerhalb ihrer Ehe Geschlechtsverkehr mit Männern vollziehen und damit ihre eigentliche sexuelle Orientierung verbergen) und wurde möglicherweise insbesondere in der Rap- und Hip-Hop-Szene gebraucht, um sich von diesem Phänomen zu distanzieren.

## Kritik
Einige Kritiker bewerten die Phrase „no homo“ als Indiz dafür, dass trotz der Entwicklung in eine tolerantere Sichtweise gegenüber Homo- und Bisexuellen eine gewisse Homophobie, insbesondere im Bereich der Jugend, vorherrscht. So werde die Phrase verwendet, um eine mögliche Assoziation mit Homosexuellen zu vermeiden oder vorzubeugen, da diese als negativ empfunden wird. Es handle sich demnach weniger um eine Aussage, die Hass oder Ablehnung gegenüber Homo- und Bisexuellen suggeriert, sondern um einen Ausdruck der Angst, da sich der Anwender nach einer scheinbar „unmännlichen“ und „schwulen“ Andeutung vor einer derartigen Verspottung innerhalb einer sozialen Gruppe fürchtet. Demzufolge werde impliziert, dass auch heutzutage – vor allem in der Hip-Hop-, Rap- und Teilen der Jugendszene – jegliches scheinbare Abweichen vom Ideal der Männlichkeit und derartig wirkende Andeutungen mit Homosexualität und damit mit Schlechtem verbunden werden.
Slate-Kolumnist Jonah Weiner wiederum betrachtet no homo auf eine komplexere Weise und hebt hervor, dass insbesondere in der Hip-Hop- und Rapszene Homosexualität bisher als absolutes Tabu galt und dementsprechend ein Feindbild aufgebaut wurde. Einige Hip-Hop-Musiker und Rapper pflegten, so Weiner, eine extravagante und „campy“ Persona, während sie homophobische Haltungen einnahmen. Auf der einen Seite führe der Einsatz von „no homo“ zwar dazu, dass zuvor eindeutige Aussagen automatisch auf eine andere Ebene übertragen und dadurch künstlich als „schwul“ interpretiert werden, doch auf der anderen Seite sei es durch die Verwendung solcher Phrasen auch möglich, sich außerhalb des „Männlichkeitsideals“ aufzuhalten und zu präsentieren, ohne dabei eine Assoziation mit Homosexuellen zu befürchten.
Nick Catucci, Autor für das Magazin New York, stimmt dieser Ansicht nicht zu. Seiner Meinung nach ist „no homo“ lediglich ein weiterer Ausdruck des Schwulenhasses, vergleichbar mit dem englischen Begriff faggot, da die Phrase übertriebene und spöttische Aussagen auf Homosexuelle und deren Verhalten bezieht. Ferner werde weitgehend der Begriff lediglich verwendet, da er „gut klinge“ und einfach in Verbindung mit Reimen anwendbar sei. Ein Rapper wie Cam’ron, so Catucci, würde sich pink anziehen und die Phrase lediglich verwenden, um zu zeigen, dass er männlich genug ist, damit durchzugehen, ohne als schwul bezeichnet zu werden.

## Bedeutende Verwendungen in der Öffentlichkeit
Die amerikanische Comedy-Gruppe The Lonely Island parodierte die Phrase in ihrem Song No homo auf dem Album Turtleneck & Chain im Jahr 2011, indem sie am Anfang des Liedes den Begriff noch auf gewöhnliche Weise verwenden, gegen Ende ihn allerdings an mehr und mehr eindeutig homosexuelle Bemerkungen hängen.
Am 23. September 2011 sagte Jurymitglied und Rapper Sido in der österreichischen Fernsehshow Die große Chance einem Kandidaten: Die Mädchen könnten auf dich stehen. Ich find dich auf jeden Fall interessant. „No homo“ müssen wir immer dazu sagen. Wir meinen das nicht Homo-mäßig. Aber ich finde dich sehr interessant. Auch im österreichischen Late-Night-Format Willkommen Österreich verwendeten die beiden Moderatoren zeitweise den Begriff, allerdings auf eine satirische Weise.
Das Institute for Sexual Minority Studies and Services der University of Alberta veröffentlichte 2012 die Seite NoHomophobes.com, in der eine Statistik zu sehen ist, die die Verwendung von vier homophoben Ausdrücken (darunter auch „no homo“) in Twitter zählt. Bereits 2 Monate nach Beginn verzeichnete das Projekt mehr als zweieinhalb Millionen Verwendungen des Begriffs faggot und knapp eine Million der Phrase no homo. Die Kampagne stellt einerseits die weiterhin verbreitete schwulenfeindliche Sprache insbesondere im Internet dar, versucht andererseits allerdings auch, Jugendliche dazu zu motivieren, mit Hilfe des Hashtags #nohomophobes diesem Verhalten bei Twitter entgegenzuwirken.
Der jamaikanische Basketballspieler Roy Hibbert verursachte 2013 eine Kontroverse, nachdem er die Phrase nach einem Spiel gegen die Miami Heat innerhalb eines Interviews verwendet hatte. Hibbert wurde mit einer Geldstrafe von 75.000 US-Dollar durch die National Basketball Association belegt. Er entschuldigte sich später für die Verwendung der Phrase sowie für eine weitere Bemerkung während der Pressekonferenz in einer Stellungnahme, die durch die Indiana Pacers veröffentlicht wurde.
Mit einer Geldstrafe von 100.000 US-Dollar wurde im November 2024 der Basketballspieler LaMelo Ball für die Verwendung der Phrase belegt.